# Josephine Volk
Josephine Volk (* 3. Juli 1987 in München) ist eine deutsche Sängerin, Schauspielerin und Theaterpädagogin. Unter dem Künstlernamen Josy Volk ist sie sowohl als Solokünstlerin als auch als Frontsängerin in verschiedenen Bandprojekten aktiv. Zudem engagiert sie sich am Theater Eukitea für Projekte mit Kindern und Jugendlichen.

## Leben
Josephine Volk wurde in München geboren und interessierte sich bereits frühzeitig für Theater und Gesang. Während ihrer Schulzeit im Internat Schloss Hagerhof erhielt sie Gesangsunterricht und sammelte sie erste Bühnenerfahrungen in Musicals wie Jekyll and Hyde und Mozart! unter der Regie von Mariana Illgauds-Preuten. Sie wurde von dem Musiker und Produzenten Moritz Freise entdeckt und nahm mit ihm und Biber Gullatz als Solistin und Chorsängerin Songs für den Soundtrack des Kinofilms Bibi Blocksberg auf.
Nach dem Schulabschluss studierte Volk zunächst von 2010 bis 2011 drei Semester Rundfunk- und Fernsehjournalismus an der „WAM Medienakademie“ in Dortmund. Anschließend absolvierte sie an der Abraxas-Musical-Akademie in München eine Ausbildung und schloss diese 2015 als diplomierte Musicaldarstellerin ab. 2015 hatte sie eine Nebenrolle in dem Kurzspielfilm Laster meines Lebens.
Volk spielte in zahlreichen Theaterproduktionen mit. Seit 2016 ist sie festes Ensemblemitglied beim 1984 von Stephan Eckl gegründeten, deutschlandweit gastierenden und 2024 mit dem Kulturpreis Bayern ausgezeichneten freien Theater Eukitea in Diedorf im Landkreis Augsburg. Dort ist sie nicht nur als Schauspielerin, sondern auch als Sängerin und Theaterpädagogin tätig. Sie leitet dort Workshops für Kinder und Jugendliche zu gesellschaftlich relevanten Themen wie Mobbing und Cybermobbing, Depression und psychische Gesundheit, Gewaltprävention und Konfliktlösung, Soziale Integration und Medienkompetenz. Ab 2017 stand sie mehrere Jahre in der Eukitea-Produktion Grenzgefühle, einem Theaterstück über sexuelle Übergriffen unter Jugendlichen, auf der Bühne. Im September 2017 übernahm sie am Theater Eukitea die Titelrolle in dem Theaterstück Viola und das magische Friedensalphabet. Am Theater Eukitea gehört sie zur Stammbesetzung des Präventionstheaterstücks I Like You zum Thema Cybermobbing. Im Februar 2023 stand sie am Theater Eukitea in dem Kinder-Theaterstück Die kleine Meerjungfrau auf der Bühne. 2023 spielte sie in der Sommertheaterproduktion des Theaters Eukitea die „stimmgewaltige, quirlige Halbfee“ Basima in dem Märchenstück Die goldene Brücke des Drachen. 2024 wirkte sie am Theater Eukitea in Raus bist Du!, einem Präventionsstück gegen Mobbing, und in Marco, bist du stark?, einen Theaterstück zur Prävention von Gewalt, Extremismus und Radikalisierung bei Jugendlichen, mit. In der Spielzeit 2024/25 spielte sie am Theater Eukitea das Rosenrot im Weihnachtsmärchen Schneeweißchen und Rosenrot.
2019 trat sie als Schauspielerin und Sängerin bei der „Neuen Bühne Bruck“ in Fürstenfeldbruck in der Rolle der Ellie, einer alleinerziehenden Mutter und in einem ständigen Existenzkampf lebenden, häufig beschäftigungslosen Schauspielerin, in dem musikalischen Vier-Frauen-Theaterstück All you need is love mit Song der Beatles auf. Im Theater Eukitea trat sie 2020, gemeinsam mit dem Pianisten Fred Brunner (* 1966), als Solo-Sängerin mit Chansons und Liedern aus Eukitea-Produktionen auf.
Von 2008 bis 2009 war sie Mitglied der Berliner Band dermarquee. Sie war ab 2014 Frontsängerin der Band Daisy Ultra und Leadsängerin der Band Josy Volk & her Fiery Buddies. In der Münchner Musikszene ist sie mit verschiedenen musikalischen Projekten aktiv.

## Theaterrollen (Auswahl)
- 2012–2013: Pünktchen und Anton, Residenztheater München
- 2014: Deborah – Die Rockoper, Penzberg
- 2015–2016: Pinocchio, Residenztheater München (Regie: Thomas Birkmeir)
- 2016: Lilli auf der Couch, Theater Heppel & Ettlich (Regie: Patrick Miller)
- 2017: Viola und das magische Friedensalphabet. Theater Eukitea (Regie: Stephan Eckl, Claudio Raimondo)
- 2017–2020: Grenzgefühle, Theater Eukitea (Regie: Claudio Raimondo)
- 2019: All You Need Is Love, Neue Bühne Bruck (Regie: Olaf Dröge)
- 2020: Mein Körper ist mein Freund, Theater Eukitea (Regie: Claudio Raimondo)
- 2023: Die kleine Meerjungfrau, Theater Eukitea (Regie: Giorgio Buraggi)
- 2023:  Barzun – Die goldene Brücke, Theater Eukitea (Regie: Stephan Eckl)
- 2023: Zauberlied, Theater Eukitea (Regie: Stephan Eckl)
- 2023: Der Clownsbaum, Theater Eukitea (Regie: Stephan Eckl)
- 2024: Raus bist du!, Theater Eukitea (Regie: Olaf Dröge)
- 2024: Marco, bist du stark?, Theater Eukitea (Regie: Stephan Eckl)
- 2024: Let’s Go, Theater Eukitea (Regie: Stephan Eckl)
- 2024: I Like You, Teilnahme am Internationalen Festival für junges Publikum „Adults Forbidden“ in Smoljan, Bulgarien
- 2024–2025: Schneeweißchen und Rosenrot, Theater Eukitea (Regie: Stephan Eckl)
- 2025: Die kleine Meerjungfrau, Figurentheater Luftsprung, Augsburg (Regie: Giorgio Buraggi)

## Soloveröffentlichungen (alsJosy Volk)
- Ape (2020), YouTube
- Sleepy (2021), YouTube
- Mr. Bloom (2023)